# Куклия

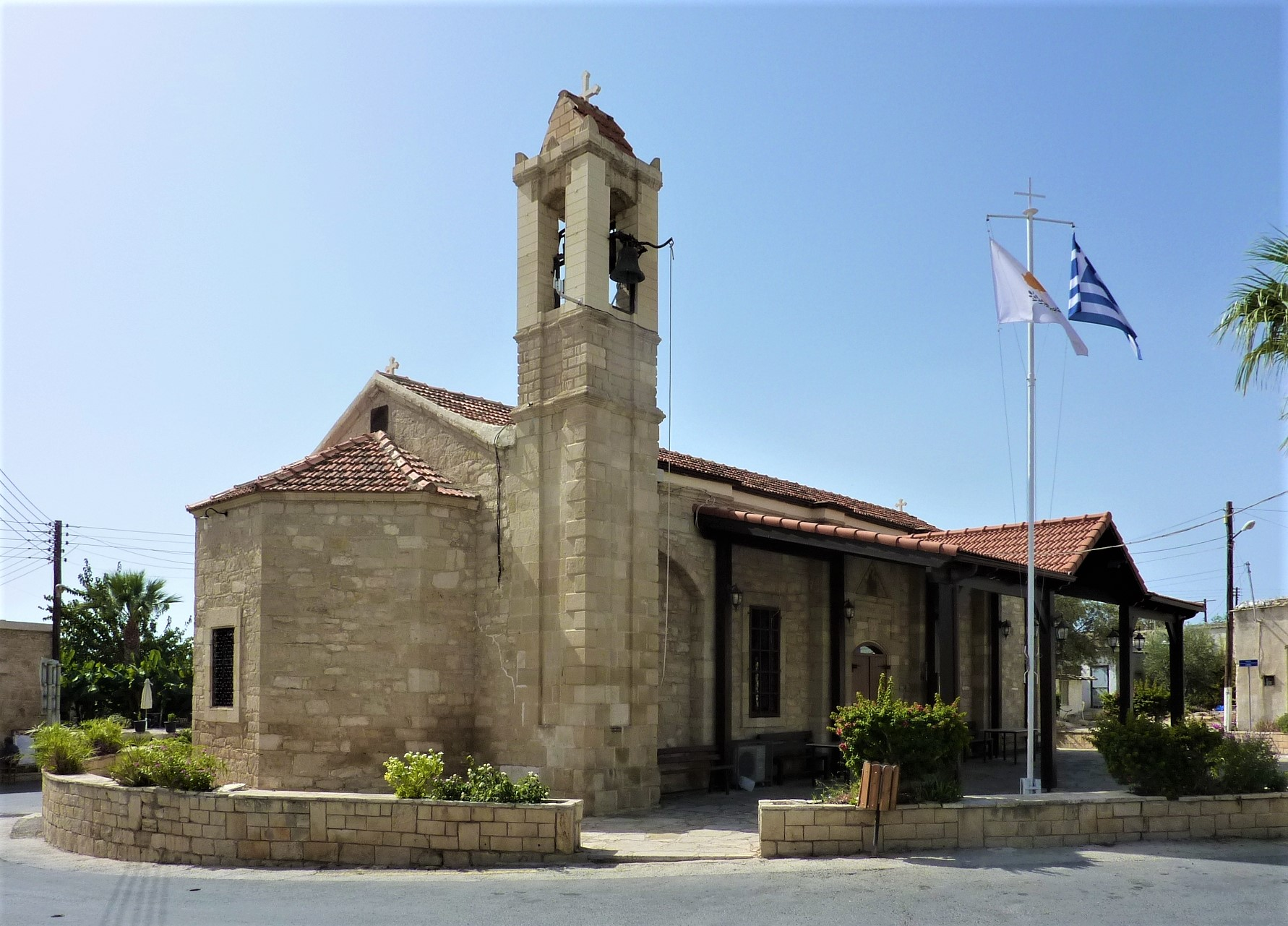
Церковь св. Луки в Куклии

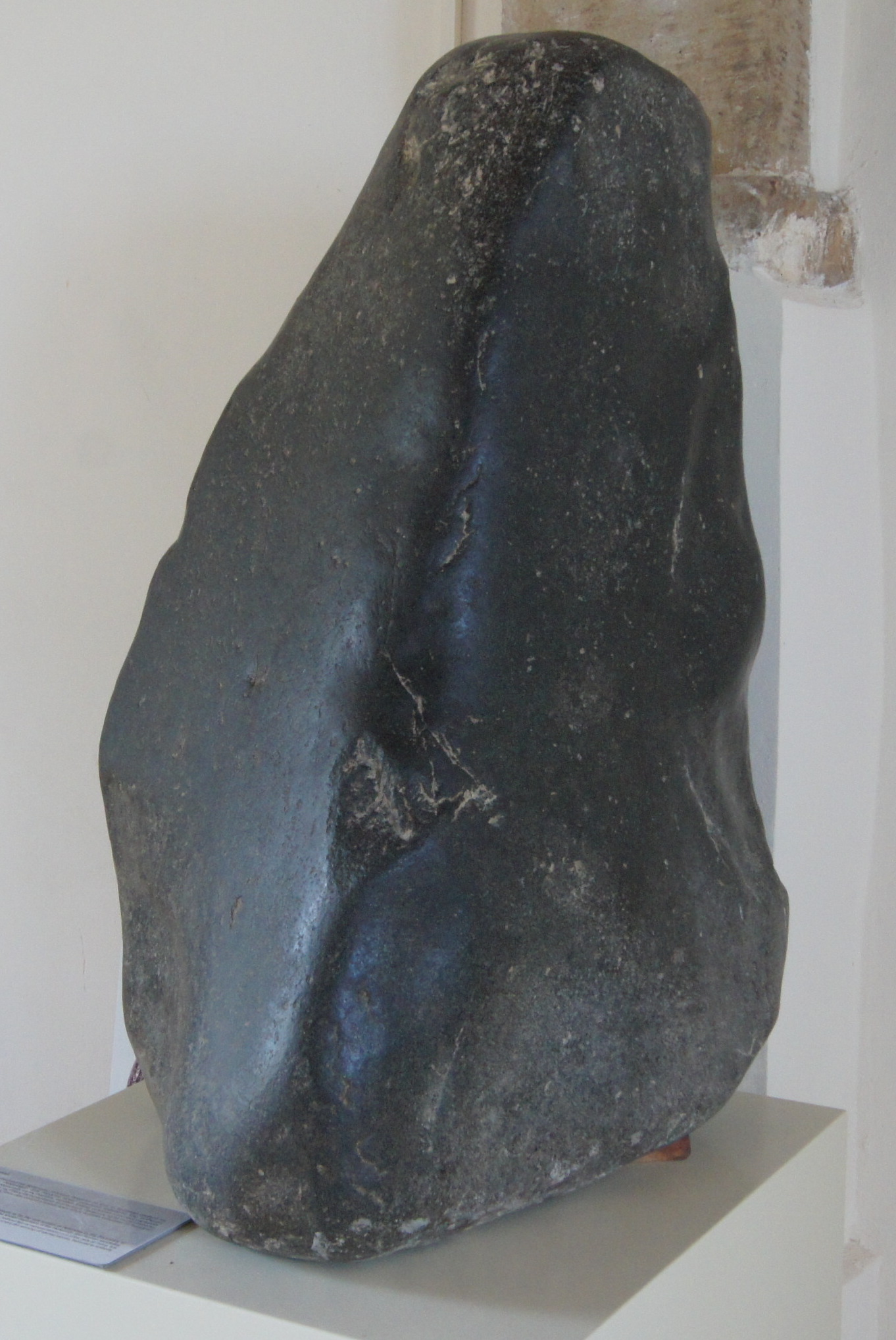
Камень Афродиты

Куклия (греч. Κούκλια, тур. Sakarya) — деревня на юго-западе Республики Кипр, в районе Пафос

## География и демография
Куклия расположена на южном побережье острова Кипр, в 16 километрах у юго-востоку от современного города Пафос, в 5 километрах восточнее деревни Мандрия. Через Куклию проходит кипрская автострада А6.
Ранее Куклия (тур. Сакарья) имела смешанное население. До 1911 года здесь преобладали турки-киприоты, однако после 1921 года большинство населения составляли уже греки. К моменту провозглашения независимости острова в 1960 году в деревне проживали 622 грека и 419 турок. В 1973 году, перед вторжением турецкой армии на Кипр, здесь жили 613 греков и 494 турка. В 1974 году турки, под влиянием своих лидеров, переселились на оккупированный турецкой армией север Кипра.

## История
В южной части нынешней Куклии располагались строения античного Древнего Пафоса, основанного, согласно подтверждённым археологическим данным, в XV веке до н.э. В XIII веке до н.э. этот город попадает под власть Древних Микён. В VII веке до н. э. местные жители платят дань Ассирии. В XII столетии до н.э., находясь под влиянием восточно-средиземноморских и малоазиатских цивилизаций, древний Пафос становится центром поклонения культа Астарты-Иштар, перешедшего затем в культ древне-греческой Афродиты. Священным считался крупный чёрный камень, воплощавший саму Афродиту. Старый 
Пафос оставался священным местом поклонения Афродите на протяжении более чем 1500 лет, в храм которой стекались тысячи паломников со всего Средиземноморья вплоть до конца IV века н.э., когда на Кипре окончательно победило христианство. В честь богини ежегодно в Старом Пафосе весной проводились священные мистерии — афродизии.
В 500 метрах к северо-востоку от центра Куклии находится так называемый «холм Марчелло», на вершине которого были обнаружены развалины крепости времён греко-персидских войн. В ней местные жители выдержали осаду персидских войск зимой 498/497 г.г. до н.э.

## Достопримечательности

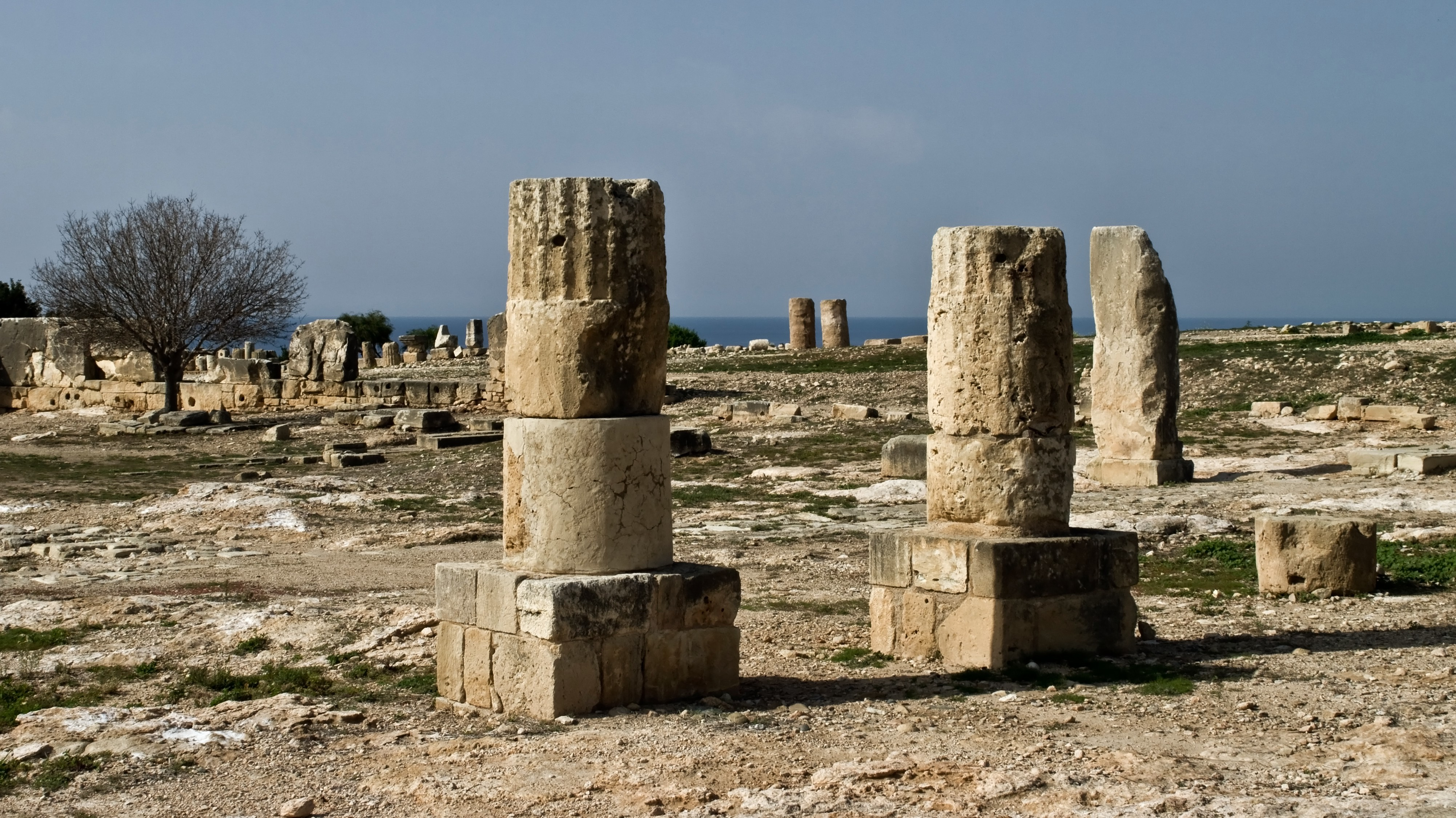
Святилище Афродиты в Куклии

- Панагия Католики, византийская церковь XII века
- «Холм Марчелло» с развалинами античной крепости
- Древнее святилище Афродиты с колонным залом, разрушенное землетрясением в 77 г. н.э. и отстроенное затем римлянами в I-II веках, в северной части поселения.
- т.н. «Дом Лузиньяна» (Château de Covocle), частично возведённое ещё в раннее Средневековье в традициях романской архитектуры здание, в котором ныне находится музей скульптуры, памятников письменности и керамики за период с XV века до н.э. и до позднего Средневековья. Здесь же хранится т.н. «камень Афродиты».
- Некрополь, относящийся к эпохе бронзового века (IV тысячелетие до н.э.).